# 袁智浩
袁智浩（YUEN Chi Ho，1990年3月29日—），香港單車運動員。

## 簡歷
2010年11月，代表中國香港參加2010年亞洲運動會，出戰男子凯林赛，最終在決賽奪得第4名。
2011年4月，出战河南信阳全国公路冠军赛第一站，在男子180公里公路个人赛上夺冠。
2011年9月，出战在哥本哈根举行的世界公路单车锦标赛U23赛事。